# Reservatório da Patriarcal

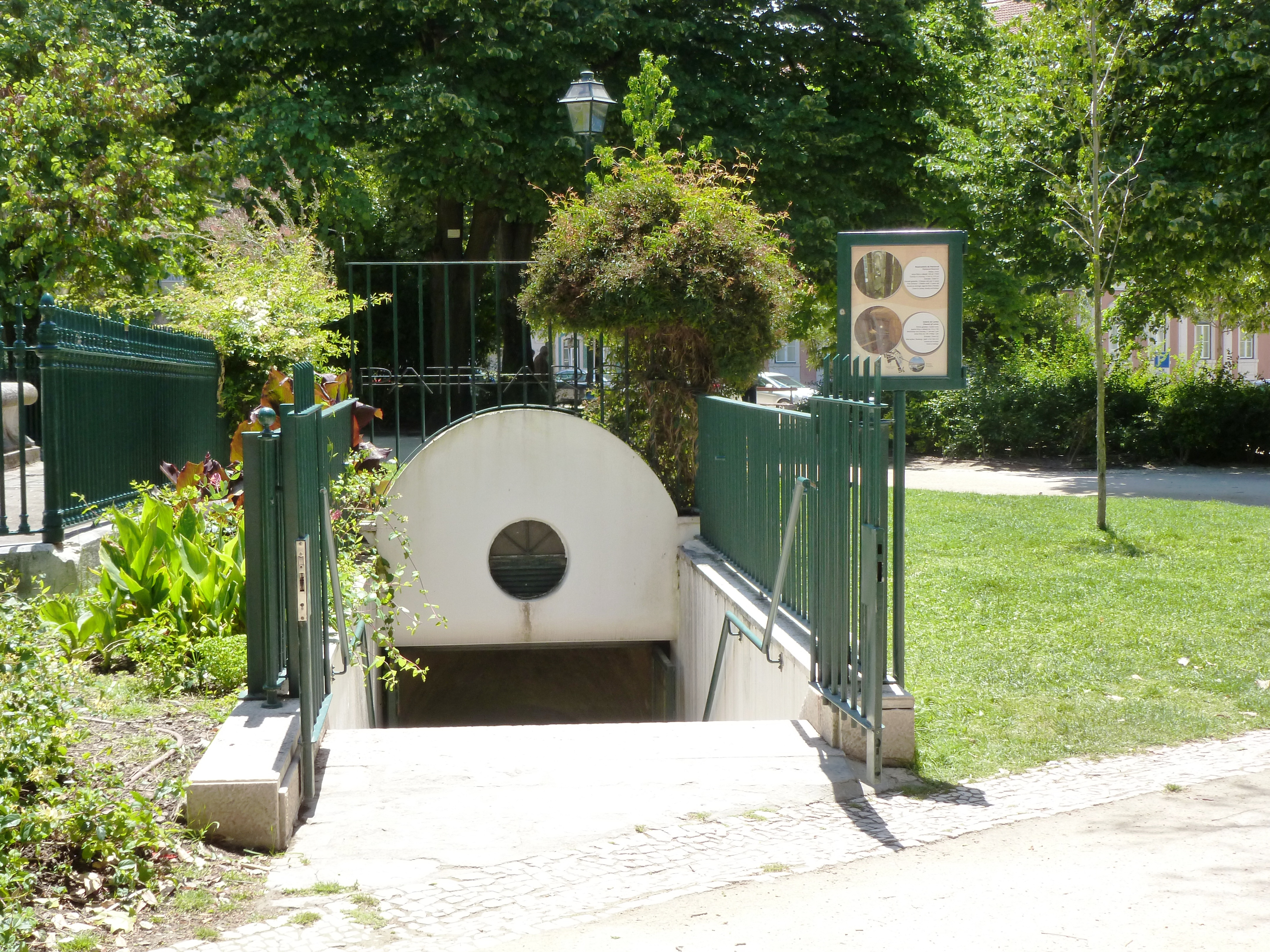
Eingang zum Reservatório

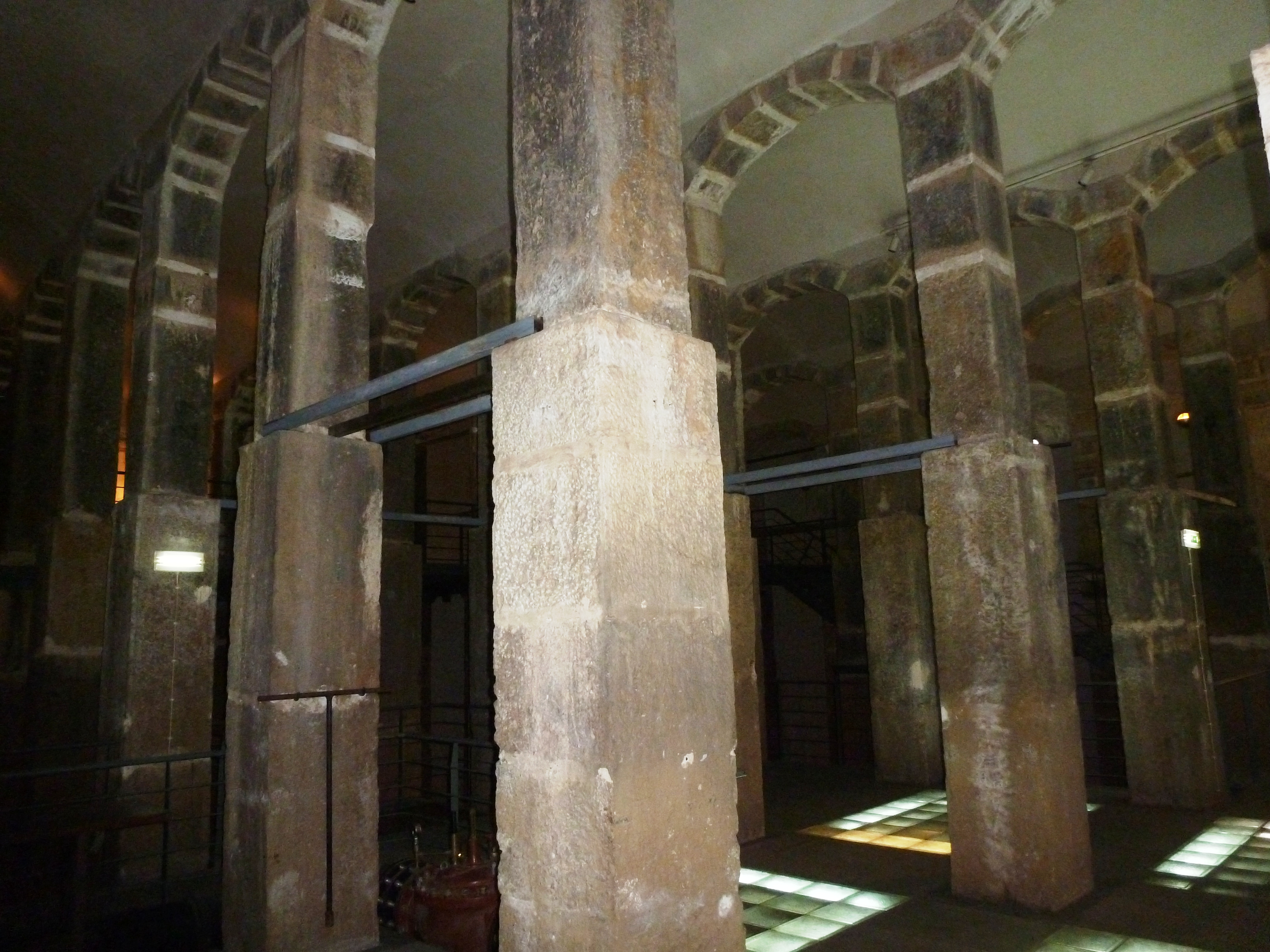
Der Reservatório von innen

Der Reservatório da Patriarcal ist ein unterirdischer Wasserspeicher im Zentrum der portugiesischen Hauptstadt Lissabon.
Er wurde 1856 von dem französischen Ingenieur Mary geplant und zwischen 1860 und 1864 unterhalb des Jardim do Príncipe Real gebaut. Zweck war die Sicherstellung der Trinkwasserversorgung in den unteren Stadtteilen Lissabons. Gespeist wurde es mit Wasser aus dem Aqueduto das Águas Livres, mit dem es über eine Ableitung vom Reservatório do Arco verbunden ist.
Das Reservoir besteht aus einer Zisterne aus Backstein mit einem Fassungsvermögen von 880 m³. Überspannt wird sie von einem Gewölbe, das von 31 Säulen mit 9,25 Metern Höhe getragen wird. In der darüberliegenden Parkanlage speist es einen Springbrunnen.
Der Wasserspeicher war bis in die 1940er Jahre in Betrieb. Auf Betreiben der EPAL bzw. des Museu da Água wurde es 1994 durch den Architekten Varandas Monteiro zu einem Kulturraum umgebaut. Der Umbau wurde im Jahr darauf mit dem Prémio Municipal de Arquitectura ausgezeichnet.